# Рух Арингази Абулгазієва
Рух Арингази Абулгазієва — національно-визвольна боротьба частини казахів Молодшого жуза під керівництвом Арингази-хана проти колоніальної політики Російської імперії. Головною метою Рух Арингази-хана було звільнення казахських земель та відновлення інституту ханської влади. У квітні 1810 року султани та родоправителі Молодшого жуза обрали його своїм ханом. Рух Арінгази Абулгазієва ставив завданням створення сильної централізованої держави шляхом об'єднання казахських родів Молодшого та Середнього жузів. У результаті Руху влада офіційного хана Шергази-хана, затвердженого царським урядом, стала номінальною. Заступаючись торгівлі з Бухарою, Арінгази домігся офіційного визнання його ханом з боку бухарського еміра. Переговори з царським урядом щодо визнання його ханом не дали результатів. У 1820 повсталі напали на аули Ширгази. У 1821 році Арінгази був викликаний до Петербурга. Він вирушив туди, сподіваючись домогтися затвердження себе ханом. Проте, дорогою Арінгази був затриманий і засланий до Калуги. Царська адміністрація прагнула позбутися впливового та авторитетного Чингізида та скасувати інститут ханської влади.